# Andrej Giňa
Andrej Giňa (1 de enero de 1936-30 de septiembre de 2015) era un escritor checo de origen romaní que se especializó en la transcripción de historias tradicionales romaníes que se difundieron de boca a boca.

## Biografía
Sus trabajos han sido elogiados por académicos en Europa Central como aspectos clave de la literatura romaní. Su obra más famosa fue adaptada al cine por CT1 - Dilino a Cert. Otras obras incluyen Pativ: todavía sabemos qué es el respeto: narración, reflexiones, cuentos de hadas (2013) y Bijav: romane priphende = La Boda: cuentos romaníes (1991).

## Vida personal
Gina nació en una familia donde la música era una característica definitoria de la vida. Su padre era herrero y músico, aunque el era analfabeto. Para escapar la hambruna se mudó con su familia en los años 40 a Praga. Tras su corta estancia en Praga, se instaló en Rokycany, donde en los años 1960 los editoriales rechazaron la publicación de su primera obra. En 1989 se unió a la Iniciativa de Ciudadanos Romaníes donde se empezó a luchar por los derechos romaníes en Checoslovaquia. Giňa también formaba parte de un grupo exitoso que allanó el camino para otros artistas de rom-pop. Este grupo fue llamado Rytmus 84. Habían lanzado varias canciones antes de su disolución y siguen siendo una parte arraigada de la música romaní hasta el día de hoy.

## Fallecimiento
Giňa falleció el 30 de septiembre de 2015 tras una batalla contra el cáncer. A su funeral asistieron muchos simpatizantes y compañeros activistas.